# Кастореум
Кастореумът е ароматна масловидна секреция от жлезите на мъжките и женски бобри от северноамериканския бобър (Castor canadensis) и европейския бобър (Castor fiber), която те използват, в комбинация с урина, за маркиране на територията си. Миризмата му е остра, с лютива нотка като на креозит, или брезова смола. Разредена с алкохол, миризмата става по-мека, с мускусни и дори плодови отсенки. В парфюмерията термина „кастореум“ обозначава смолист екстракт от изсушена и разтворена в алкохол боброва секреция. На него се дължи лъскавината на козината на бобрите.
И двата пола бобър имат чифт торбички и двойка анални жлези, разположени в две кухини под кожата между таза и основата на опашката. Тези торбички не са истински жлези (ендокринни или екзокринни) на клетъчно ниво, следователно препратките към тези структури като препуциални жлези, рицинови жлези или ароматни жлези са погрешни.

## Описание
Кастореумът е жълтеникаво гъсто, мазно вещество.
Торбичките донесоха 2,62 – 5,10 канадски долара за унция, когато бяха продадени на търг на аукциона за кожи в Северна Америка през май-юни 2016 г.[7]

## История
Бобрите са били ловувани заради кастореум от Древността, като цената му е надвишавала в пъти цената на бобровата кожа. За целта обикновено убивали бобрите. Преди около 1000 години в Източна Европа (Русия, Полша и Латвия) се организирал лов на бобри. Към 17 век популацията на бобри чуствително намалява и лова им се мести основно в Сибир. От 1635 г. има забрана за лов на бобри с капани.
До началото на 19-и век големи количества кастореум са внесени в Европа от Канада, заради парфюмерийното си приложение.
В наши дни нелегалният лов на бобри за кастореум е разпространен в Монголия. Въпреки това, в Червената книга на IUCN видът е описан като слабо засегнат.
В днешно време е разработена методика на получаване на кастореум без да се налага убийството на бобри, като те се развъждат във ферми. Секрета се добива няколко пъти на ден, без контакт между човека с животното. Методът е основан на инстинктите на животното. Според Fenaroli's Handbook of Flavor Ingredients (2005), годишният добив кастореум (общо екстракт и течност), което се извлича и използва не надхвърля 113 кг.

## Приложения

### Медицина
В Средновековието се е смятало, че кастореума може да лекува главоболие, хистерия, треска и епилепсия. По това време европейците го ползвали за третиране на ухапвания от змии и паяци, глухота, загуба на зрение, тумори и дори лоша памет.
Аромата на секрецията от бобър се споменава в различни източници като афродизиак.
В кастореума се съдържа малко количество салицилова киселина, съдържаща се в едно от любимите дървета на бобрите – върбата. Салициловата киселина е активна съставка на аспирина.
В модерната медицина кастореумът не се използва.

### Парфюмерия
Кастореумът абсорбира миризмите, след което ги изпуска бавно, което позволява дълготрайност на парфюма. Ето защо секрета бил добавян от парфюмерийните фабрики от 19-и век до наши дни. Кастореумът добавя животинска нотка – усещането за кожа в композицията, например на кожени шипри, ориенталски парфюми, в комбинация с амбър и дървесни нотки. Сред популярните парфюми с кастореум са Emeraude на Coty, Cuir de Russie на Шанел, Magie Noire на Lancôme Caractère, Chanel Antaeus, Hechter Madame, Givenchy III, Shalimar и много друти „кожни“ парфюми.
Бобровите жлези обикновено отлежават две или повече години преди употреба, за да изчезне неприятната сурова миризма.
24 нейни съставки са изследвани за феромонна активност, основно феноли.

### Храни
Понякога е използван като хранителна добавка в началото на 1900-те.
В наши дни кастореумът се използват за придаване на вкус и аромат на ванилия в храни като сладолед, дъвки, пудинг, бонбони и печените продукти. В САЩ Администрацията по храните и лекарствата посочва екстракта от кастореум като общопризната като безопасна (GRAS) хранителна добавка. През 1965 г. програмата GRAS на Асоциацията на производителите на аромати и екстракти (FEMA 2261 и 2262) добавя и екстракта от кастореум и течността от кастореум.
Кастореумът е традиционно използван в Швеция за овкусяване на различни видове шнапс, обикновено наричани „Bäverhojt“ (буквално, „вик на бобър“).

### Други
Кастореумът се използва в малки количества за ароматизиране на цигари.
Средновековните пчелари са използвали кастореума за увеличаване на производството на мед.[10]